# Noguchi Yonejirō

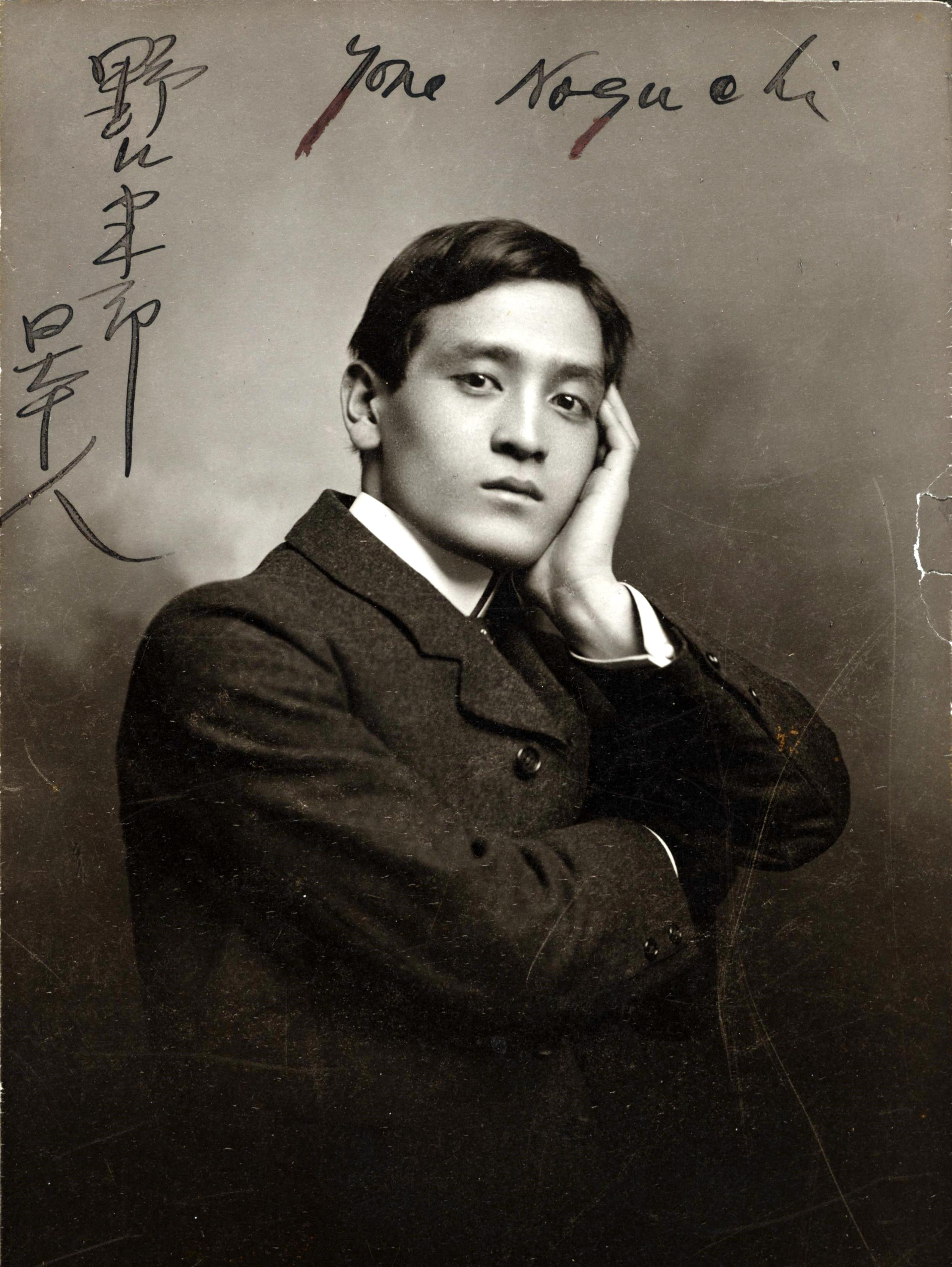
Noguchi Yonejirō

Noguchi Yonejirō (japanisch 野口 米次郎, auch: Noguchi Yone (野口 ヨネ); * 8. Dezember 1875 bei Tsushima, Präfektur Aichi; † 13. Juli 1947, Toyooka, Präfektur Ibaraki) war ein einflussreicher japanischer Dichter und Essayist, der sowohl auf Japanisch, als auch auf Englisch publizierte. Er ist der Vater des Bildhauers und Designers Isamu Noguchi.

## Leben
Noguchi wurde bei Nagoya geboren und besuchte die Keiō-Universität, brach aber 1893 ab, um nach San Francisco zu reisen. Er arbeitete als Journalist für eine japanischsprachige Zeitschrift und als Hausangestellter, bis er sich ganz der Poesie zuwandte. Joaquin Miller unterstützte ihn und führte ihn in die literarischen Kreise der Stadt ein, wo er bald eine beachtliche Rolle einnahm.
1900 übersiedelte er nach New York, wo er Léonie Gilmour (1873–1933) kennenlernte; ihr gemeinsames Kind ist Isamu Noguchi. 1904 ging er zurück nach Japan, wo er als Professor für Englisch tätig wurde. Mit wechselndem Erfolg entwickelt er eine rege Publikationstätigkeit und wurde bald zu einem der herausragenden Vermittler zwischen japanischer und westlicher Literatur. In den 1930er Jahren fiel er beim amerikanischen Publikum zunehmend in Ungnade, da er den aggressiven Kurs der japanischen Regierung unterstützte.
Noguch ist auch bekannt dafür, dass er Ukiyo-e-Drucke und andere japanische Kunst sammelte. 1947 starb er an Magenkrebs.

## Werke
- Seen & Unseen, or, Monologues of a Homeless Snail (1897, 1920)
- The Voice of the Valley (1897)
- The American Diary of a Japanese Girl (1902, 1904, 1912, 2007)
- From the Eastern Sea (pamphlet) (1903)
- From the Eastern Sea (1903, 1903, 1905, 1910)
- The American Letters of a Japanese Parlor Maid (1905)
- Japan of Sword and Love (1905)
- The Summer Cloud (1906)
- Ten Kiogen in English (1907)
- The Pilgrimage (1909, 1912)
- Kamakura (1910)
- Lafcadio Hearn in Japan (1910, 1911)
- The Spirit of Japanese Poetry (1914)
- The Story of Yone Noguchi (1914, 1915)
- Through the Torii (1914, 1922)
- The Spirit of Japanese Art (1915)
- Japanese Hokkus (1920)
- Japan and America (1921)
- Hiroshige (1921)
- Selected Poems of Yone Noguchi (1921)
- Korin (1922)
- Utamaro (1924)
- Hokusai (1925)
- Harunobu (1927)
- Sharaku (1932)
- The Ukiyoye Primitives (1933)
- Hiroshige (1934)
- Hiroshige and Japanese Landscapes (1934)
- The Ganges Calls Me (1938)
- Harunobu (1940)
- Hiroshige (1940)
- Emperor Shomu and the Shosoin (1941).
- Collected English Letters, ed. Ikuko Atsumi (1975).
- Selected English Writings of Yone Noguchi: An East-West Literary Assimilation, ed. Yoshinobu Hakutani, 2 v. (1990–1992).
- Collected English Works of Yone Noguchi: Poems, Novels and Literary Essays, ed. Shunsuke Kamei, 6 v. (2007)